# Une héroïne de quatre ans
Un héroïne de quatre ans est un film muet français réalisé par Louis Feuillade et Alice Guy, sorti en 1907.

## Synopsis
Une mère et sa fille partent se promener dans le parc des Buttes Chaumont. Lorsque la première s'assoupit sur un banc, la fillette part en promenade. Là, elle y fait justice et aide des passants mal en point. Finalement, elle est ramenée par un policier et sa mère, inquiète de sa disparition, la retrouve saine et sauve.